# Chicago
|  | Per a altres significats, vegeu «Chicago (desambiguació)». |

Chicago (o Xicago en una forma alternativa rebutjada per Pompeu Fabra però usada per Joan Coromines) és tercera ciutat més gran dels Estats Units després de Nova York i Los Angeles. Segons el cens del 2020, tenia 2.746.388 habitants, mentre que la seva àrea metropolitana tenia una població de quasi 10 milions. Fundada el 4 de març de 1837, està situada a l'estat d'Illinois, a la costa oest del llac Michigan. Avui, la ciutat de Chicago és el segon centre financer més important dels Estats Units, després de Nova York, i el segon centre industrial més important després de Los Angeles. La producció anual de productes i serveis a la regió metropolitana de Chicago és aproximadament de 150.000 milions de dòlars estatunidencs.
Chicago té el tercer sistema d'educació pública més gran dels Estats Units, i el cinquè de l'Amèrica del Nord, (després de Ciutat de Mèxic, Nova York, Los Angeles i Toronto). Les universitats més importants són la Universitat de Chicago i la Northwestern University, ambdues molt reconegudes internacionalment, i la Universitat d'Illinois, la qual és líder global en recerca mèdica.

## Etimologia
El nom "Chicago" deriva d'una traducció francesa de la paraula nativa americana shikaakwa, traduïda com a "ceba olorosa" o "all silvestre", en la llengua miami-illinois.
El primer esment conegut al lloc de l'actual ciutat de Chicago com "Checagou", va ser en un llibre de memòries escrit per Robert de LaSalle entorn de 1679. El nom de la ciutat s'ha catalanitzat per Xicago encara que es considera avui més correcte escriure Chicago, la seva versió anglesa original.

## Història

### Fundació
Està situada al nord dels Estats Units d'Amèrica i banyada pel llac Michigan.
Segons els relats dels exploradors espanyols del segle xvii, els indis d'Illinois, els Potawatomi, van ser els primers que van reclamar un territori que van anomenar "Chicaugou", que significa poderós, fort o gran, i que va ser utilitzada per molts caps de tribus per significar que eren "grans" caps. El 1795, l'àrea va ser cedida pels Natius Americans als EUA pel Tractat de Greenville per a la seva utilització militar.
Els primers exploradors europeus a posar el peu en el lloc destinat a convertir-se en Chicago van ser Louis Jolliet i Jacques Marquette. Els dos exploradors van ser comissionats pel govern francès el 1673. El pare Marquette va tornar a la zona només un any després per a establir-hi una missió índia. El primer colonitzador europeu de Chicago, Jean Baptiste Pointe du Sable, va arribar a la zona cap al 1780. Es va casar amb una índia Potawatomi anomenada Kittihawa i amb la qual va tenir dos fills, en Jean i na Susanne. El 1779, van marxar de Peoria i va explorar el nord fins a una zona anomenada Eschikagou, (Chicago) pels indis. Du Sable, reconeixent el seu potencial, va decidir instal·lar-se a Chicago i va construir el primer habitatge permanent a la riba del riu. Allí va establir un lloc comercial que es va convertir en el principal punt de subministrament per als comerciants. L'establiment de Du Sable va prosperar molt i ell es va fer bastant ric. El 1796 va néixer una neta, que fou la primera persona nascuda a la recent creada Chicago. Encara que Chicago va patir una sèrie de problemes, incloent-hi la massacre de Fort Dearborn per una tribu d'indis hostils i la Guerra de 1812 entre els Estats Units i Gran Bretanya, va aconseguir mantenir les seves possessions territorials i expandir els seus límits.

### Desenvolupament
La ciutat, amb 35 habitants en 1833, amb el desenvolupament del ferrocarril i la línia Illinois-Michigan (el 1848 es van construir les línies Illinois i Míchigan, interconnectant els Grans Llacs amb el ric Mississipi), Chicago es va fer el líder en la indústria ramadera, de llenya i de blat. Es va córrer la veu que la ciutat estava plena d'oportunitats, i a mitjans de la dècada de 1850, arribaven cent mil immigrants a la ciutat, anualment buscant terra i feina. El 1860, Chicago va acollir la Convenció Nacional Republicana que va nomenar Abraham Lincoln com a candidat presidencial. Un any després, durant el seu mandat, va començar la Guerra Civil. Chicago, l'època de la postguerra, va ser imparable. Va créixer la població, es van duplicar els enviaments de cereal i els comerciants van prosperar, arribant a 300.000 habitants en 1871.
El 10 d'octubre de 1871, el Gran Incendi de Chicago va destruir la major part de la zona central de la ciutat. Va començar al districte fuster de la zona oest de la ciutat. Diuen que la vaca de Mrs. O'Leary va colpejar un llum de querosè que va iniciar l'incendi. Pel 10 d'octubre, el foc havia destruït gairebé 6,5 km de la ciutat, es va endur almenys 250 vides i va deixar a 100.000 residents sense llar. Més de 17.000 edificis van ser destruïts i les propietats malmeses es van estimar en 200 milions de dòlars. Després de l'incendi, va sorgir un Chicago més gran. Arquitectes de fama internacional van anar a la ciutat per a la seva reconstrucció. En pocs anys, Chicago va ressorgir i va ser triada per a acollir la World Columbian Exposition del 1893 amb vint-i-set milions de visitants.

### Chicago en els segles XX i XXI

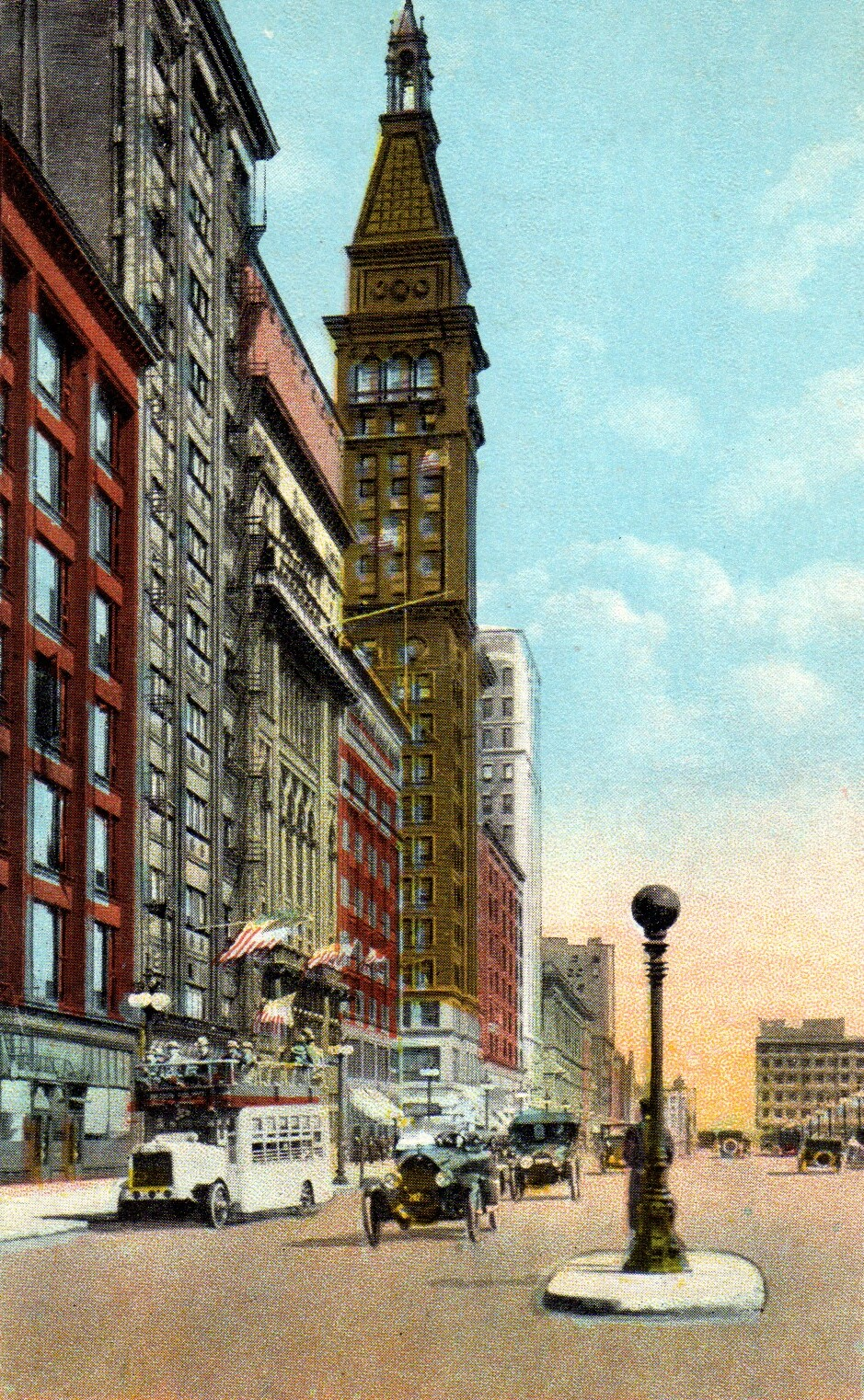
Michigan Boulevard. Principis del.

El 1933 i el 1934 s'hi va organitzar la Fira Mundial de Chicago, coneguda com "Un segle de progrés", amb una societat no lucrativa el gener de 1928. La seva finalitat era celebrar una fira mundial a Chicago el 1933. L'exposició "Un segle de progrés" va ser ideada com un centenari, commemorant així, la ciutat de Chicago i un testimoniatge dels assoliments científics i industrials d'aquest temps. Situada al sud de Navy Pier (Moll De L'Armada), a Chicago, Aquesta exposició, "Century of Progress", tenia 112 hectàrees a la riba del Llac i estava constituïda per dues llacunes artificials i per Notherly Island. La fira es va inaugurar el 27 de maig de 1933 amb l'encesa de llums amb els llamps de l'estrella Arcturus. Els llamps es van concentrar en cèl·lules fotoelèctriques en una sèrie d'observatoris astronòmics i després es van transformar en energia elèctrica que es va transmetre a Chicago. A diferència de qualsevol fira anterior, a Century of Progress va celebrar el color i l'enllumenat. L'arquitectura de la fira es va veure influïda per la Gran Depressió de l'època. Més que concentrar-se en l'arquitectura, la fira es va centrar en el progrés científic i tecnològic i en els processos de fabricació relacionats amb això. L'anomenada Century of Progress va ser un èxit sense precedents i va acollir a més de 48 milions de visitants en els dos anys que va durar. Va oferir un albiri animador en un futur materialitzat per la tecnologia mentre celebrava els assoliments del passat.
En l'actualitat, Chicago és una ciutat dinàmica i culturalment diversa. És un centre internacional per als negocis i els viatges d'oci, degut en part, a l'accessibilitat de la ciutat mitjançant el transport, una pròspera comunitat de negocis i hotels, restaurants, llocs de compres, etc.
Chicago és una ciutat esportiva: té dos equips professionals de beisbol, els Chicago Cubs i els Chicago White Sox; un equip professional de futbol americà, els Chicago Bears; un equip de futbol, el Chicago Fire; un equip de basquetbol, els Chicago Bulls (equip del famós Michael Jordan), i dos equips professionals d'hoquei sobre gel, els Chicago Blackhawks i els Wolves.

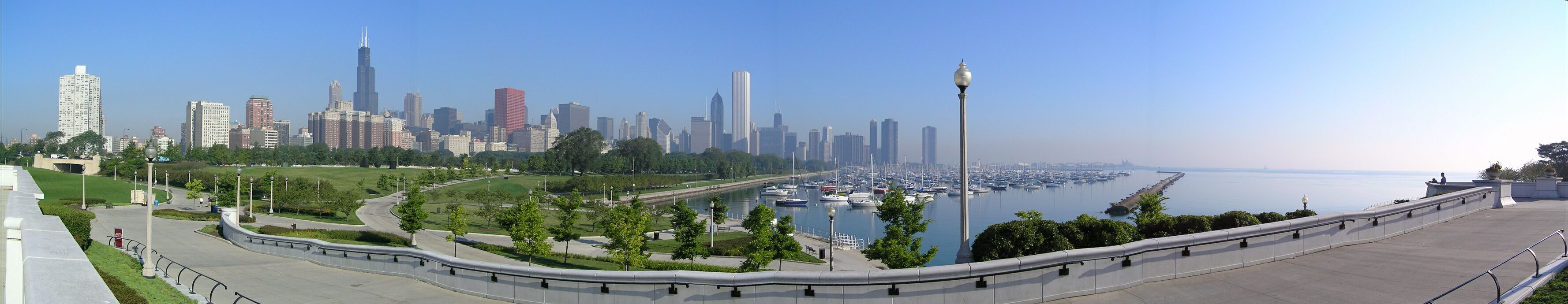
Panoràmica de Chicago

## Llei i govern
Chicago és la seu del Comtat de Cook. El govern de la Ciutat de Chicago es divideix en branques executives i legislatives. Causes civils i penals en el Tribunal de Circuit del Comtat de Cook de l'Estat d'Illinois en el sistema judicial, o en el Districte Nord d'Illinois, en el sistema federal. En el primer cas, el Ministeri Públic és el procurador de l'Estat d'Illinois, en el segon, el Fiscal dels Estats Units. L'alcalde de Chicago és el cap de l'Executiu, triat per eleccions generals per un període de quatre anys, sense límit de termini. L'alcalde designa als comissionats i altres funcionaris que supervisen els diferents departaments. A més de l'alcalde, altres dos funcionaris de tota la ciutat de Chicago triats són el secretari i el tresorer. L'Ajuntament és la branca legislativa i està format per 50 regidors, un triat de cada barri de la ciutat. El consell promulga les ordenances locals i aprova el pressupost de la ciutat. Les prioritats del Govern i les activitats s'estableixen en una ordenança de pressupost adoptat en general cada mes de novembre. El consell pren acció oficial a través de l'aprovació d'ordenances i resolucions. Durant gran part de l'última meitat del segle xix, la política de Chicago va ser dominada per una organització del Partit Demòcrata en creixement. Durant els anys 1880 i 1890, Chicago va tenir una poderosa tradició radical amb gran organització anarquista-socialista i organitzacions laborals. Durant gran part del segle xx, Chicago ha estat una de les fortaleses més grans i confiables dels demòcrates en els Estats Units. Fins i tot abans d'això, no era desconeguda per als candidats presidencials republicans per guanyar còmodament en el sud d'Illinois, només per perdre tot l'estat a causa dels grans marges demòcrates a Chicago. Els ciutadans de Chicago no han triat un alcalde republicà des de 1927, quan William Thompson va ser elegit per al càrrec. La força del partit a la ciutat és en part una conseqüència de la política de l'estat d'Illinois, on els republicans han arribat a representar els interessos rurals i agrícoles, mentre que els demòcrates recolzen les qüestions urbanes, com el finançament d'escoles públiques de Chicago. Chicago conté menys del 25 % de la població de l'estat, però vuit dels 19 representants dels Estats Units tenen part de Chicago en els seus districtes.

## Barris de Chicago

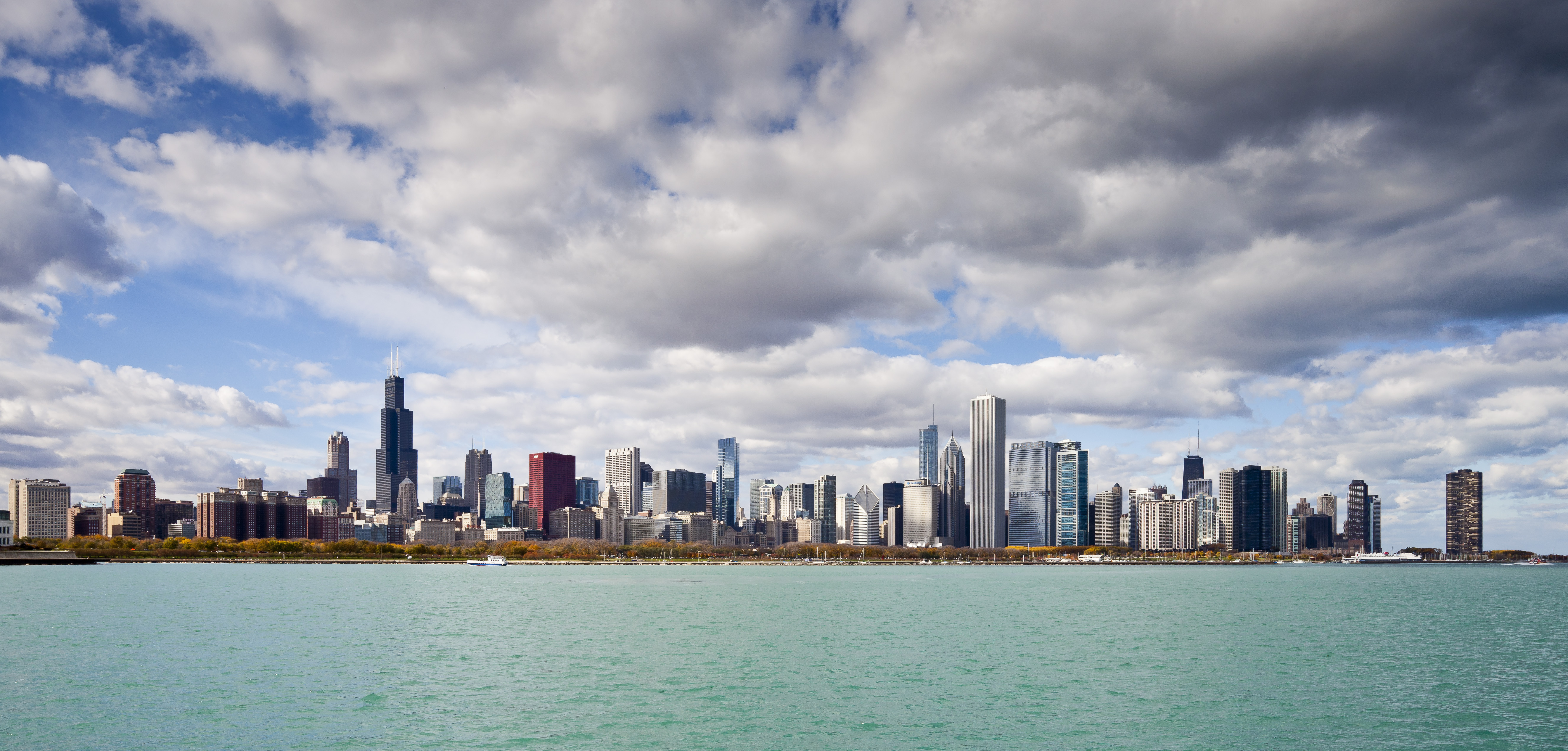
Vista de l'skyline de Chicago el 2012.

La ciutat de Chicago està dividida en 77 barris o àrees comunitàries. La designació de l'àrea comunitària és més útil com una curiositat històrica, ja que es consideren més duradores que els noms dels barris, ja que aquests poden canviar amb el temps a causa de la renovació urbana, la elitització i a la constant absorció de la població immigrant.

## Gratacels de Chicago

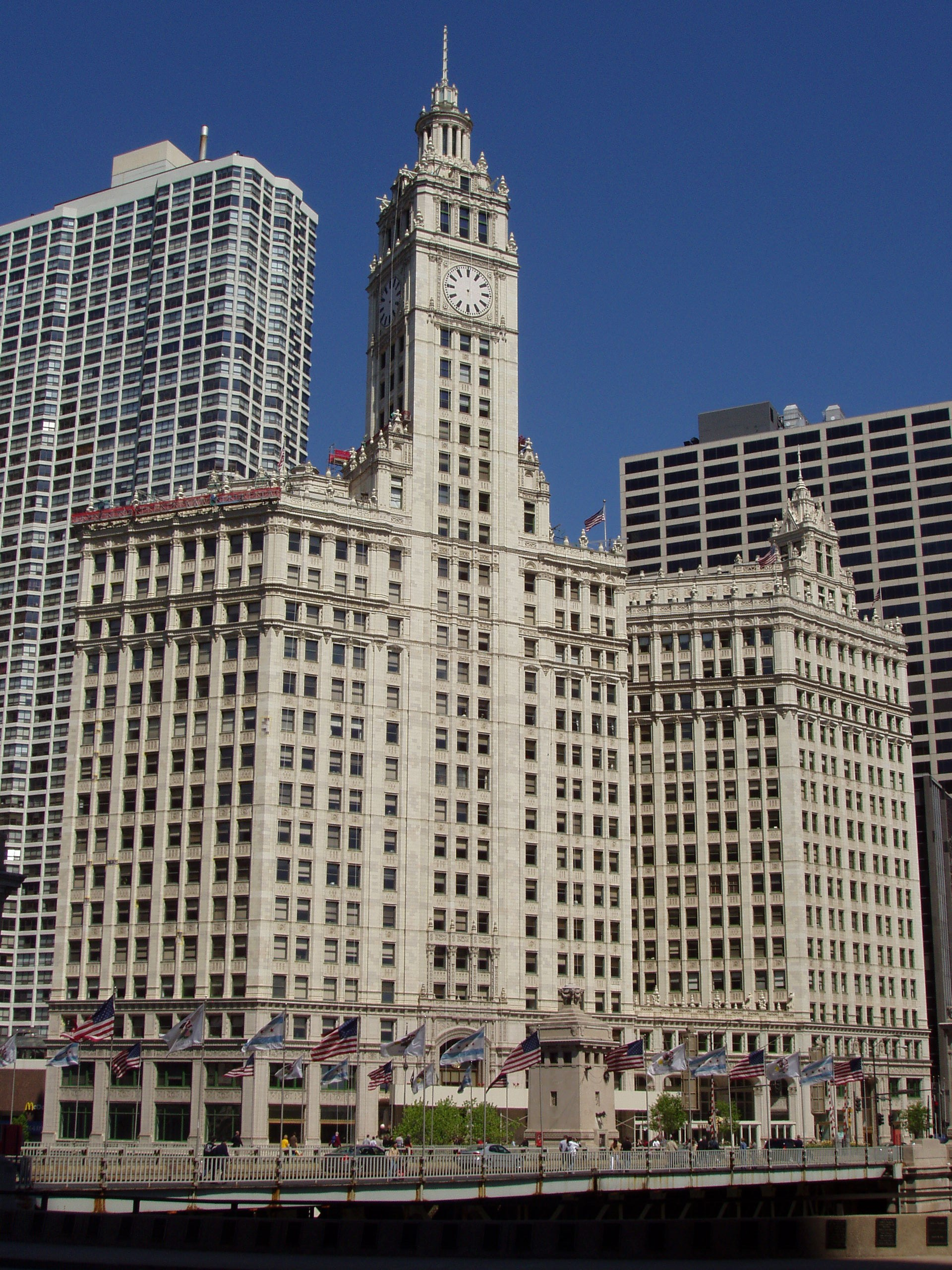
Wrigley Building, l'edifici més alt de Chicago de 1922 a 1924.

Es considera aquesta ciutat com l'origen dels gratacels. Actualment l'edifici més alt és el Willis Tower (abans anomenat Sears Tower), però en els anys 1920 ho va ser el Wrigley Building, la torre del qual va ser dissenyada a partir de la Giralda de Sevilla. Existeixen més de 1.100 edificis alts.

## Geografia
Chicago està situada al nord-est d'Illinois a la punta sud-oest del Llac Michigan. Es basa en la divisió continental en el lloc de la Chicago Portage, que connecta el riu Mississipi i els Grans Llacs amb les conques hidrogràfiques. La ciutat es troba al costat del Llac Michigan, i dos rius - el riu Chicago en el centre i el riu Calumet a la industrial vora de l'extrem sud. El flux està totalment o parcialment a través de Chicago. El canal de drenatge de Chicago connecta el riu Chicago amb el riu Des Plaines, que s'estén a l'oest de la ciutat. La història i l'economia de Chicago estan estretament vinculats a la seva proximitat al Llac Michigan. Si bé, el riu Chicago manejava històricament gran part dels carg a l'aigua de la regió, avui els enormes cargo la badia del llac Calumet a l'extrem sud de la ciutat. El llac també modera el clima de Chicago, per la qual cosa és més càlid a l'hivern i més fresc a l'estiu.

## Clima
El clima a Chicago és continental i, per tant, és molt variat, ja que a l'estiu es poden registrar temperatures màximes entre 29 i 37 °C, i mínimes des de 19 fins a 24 °C. A l'hivern les temperatures màximes van de 0 fins a 7 °C i les mínimes des dels -20 °C fins als 0 °C. El llac contempera el clima de forma lleu. Les precipitacions màximes es concentren als mesos de primavera i estiu, sent que l'Agost sigui el mes més humit en general; tot i que les precipitacions estan repartides al llarg de l'any. Les nevades o torbs són freqüents des del final de la tardor i a l'hivern. Aquestes poden ser molt intenses, al trobar-se en ple continent nord-americà, i a prop de les terres del Canadà (encara que es trobi a la mateixa latitud que Madrid).

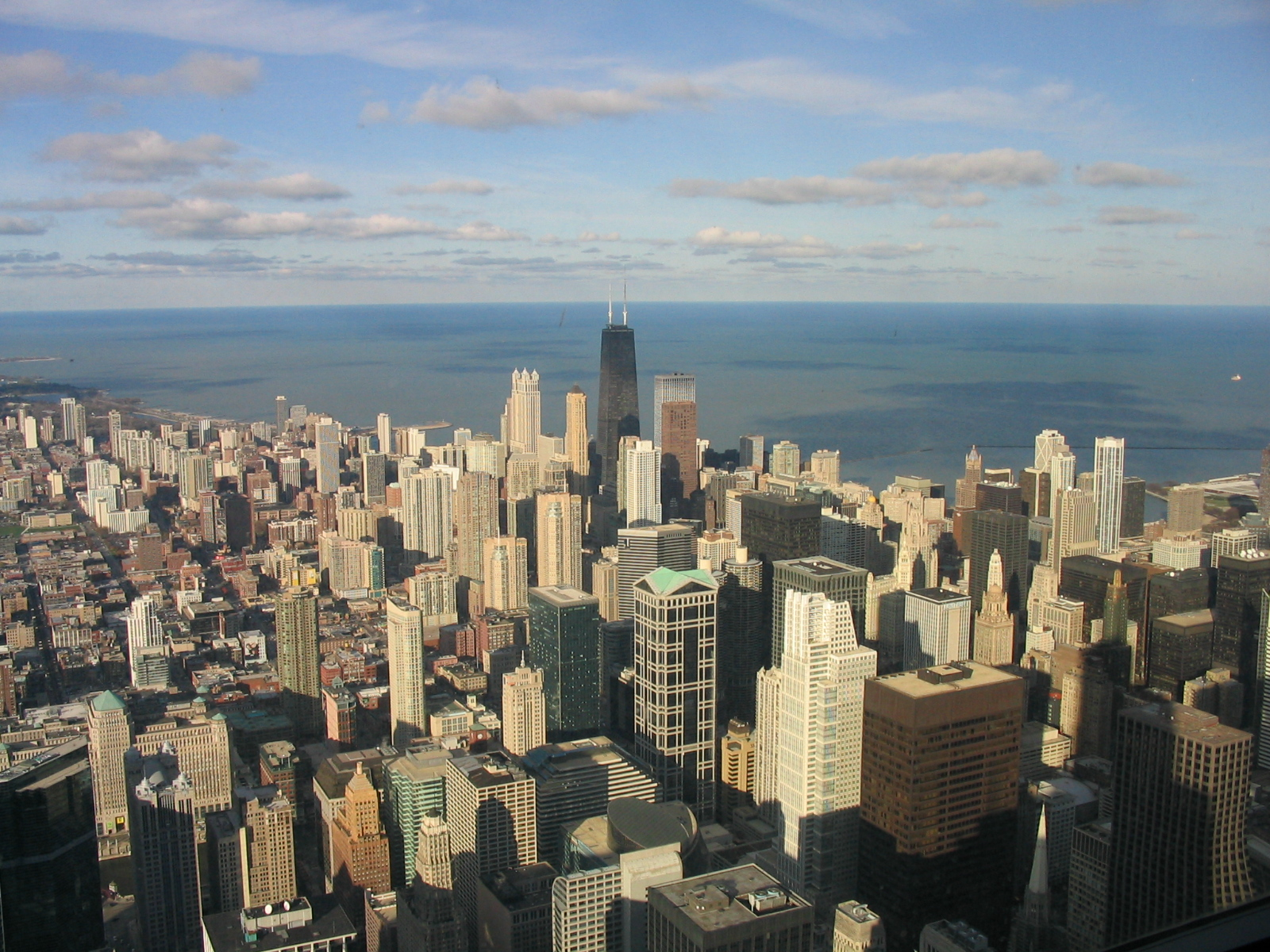
Chicago

| Dades climàtiques a Chicago Aurora Municipal Airport, Illinois 1981-2010 normals | Dades climàtiques a Chicago Aurora Municipal Airport, Illinois 1981-2010 normals | Dades climàtiques a Chicago Aurora Municipal Airport, Illinois 1981-2010 normals | Dades climàtiques a Chicago Aurora Municipal Airport, Illinois 1981-2010 normals | Dades climàtiques a Chicago Aurora Municipal Airport, Illinois 1981-2010 normals | Dades climàtiques a Chicago Aurora Municipal Airport, Illinois 1981-2010 normals | Dades climàtiques a Chicago Aurora Municipal Airport, Illinois 1981-2010 normals | Dades climàtiques a Chicago Aurora Municipal Airport, Illinois 1981-2010 normals | Dades climàtiques a Chicago Aurora Municipal Airport, Illinois 1981-2010 normals | Dades climàtiques a Chicago Aurora Municipal Airport, Illinois 1981-2010 normals | Dades climàtiques a Chicago Aurora Municipal Airport, Illinois 1981-2010 normals | Dades climàtiques a Chicago Aurora Municipal Airport, Illinois 1981-2010 normals | Dades climàtiques a Chicago Aurora Municipal Airport, Illinois 1981-2010 normals | Dades climàtiques a Chicago Aurora Municipal Airport, Illinois 1981-2010 normals |
| Mes                                                                              | gen                                                                              | febr                                                                             | març                                                                             | abr                                                                              | maig                                                                             | juny                                                                             | jul                                                                              | ag                                                                               | set                                                                              | oct                                                                              | nov                                                                              | des                                                                              | anual                                                                            |
| -------------------------------------------------------------------------------- | -------------------------------------------------------------------------------- | -------------------------------------------------------------------------------- | -------------------------------------------------------------------------------- | -------------------------------------------------------------------------------- | -------------------------------------------------------------------------------- | -------------------------------------------------------------------------------- | -------------------------------------------------------------------------------- | -------------------------------------------------------------------------------- | -------------------------------------------------------------------------------- | -------------------------------------------------------------------------------- | -------------------------------------------------------------------------------- | -------------------------------------------------------------------------------- | -------------------------------------------------------------------------------- |
| Màxima rècord °F (°C)                                                            | 66 (19)                                                                          | 72 (22)                                                                          | 83 (28)                                                                          | 92 (33)                                                                          | 104 (40)                                                                         | 106 (41)                                                                         | 111 (44)                                                                         | 105 (41)                                                                         | 103 (39)                                                                         | 90 (32)                                                                          | 81 (27)                                                                          | 69 (21)                                                                          | 111 (44)                                                                         |
| Màxima mitjana °F (°C)                                                           | 29.1 (−1.6)                                                                      | 33.7 (0.9)                                                                       | 47.0 (8.3)                                                                       | 60.0 (15.6)                                                                      | 70.6 (21.4)                                                                      | 80.1 (26.7)                                                                      | 83.5 (28.6)                                                                      | 81.2 (27.3)                                                                      | 74.9 (23.8)                                                                      | 62.2 (16.8)                                                                      | 47.8 (8.8)                                                                       | 32.8 (0.4)                                                                       | 58.58 (14.75)                                                                    |
| Mitjana diària °F (°C)                                                           | 20.8 (−6.2)                                                                      | 24.9 (−3.9)                                                                      | 37.0 (2.8)                                                                       | 48.5 (9.2)                                                                       | 58.8 (14.9)                                                                      | 68.8 (20.4)                                                                      | 71.7 (22.1)                                                                      | 70.1 (21.2)                                                                      | 62.8 (17.1)                                                                      | 50.6 (10.3)                                                                      | 38.1 (3.4)                                                                       | 25.1 (−3.8)                                                                      | 48.1 (8.96)                                                                      |
| Mínima mitjana °F (°C)                                                           | 12.6 (−10.8)                                                                     | 16.2 (−8.8)                                                                      | 26.9 (−2.8)                                                                      | 37.0 (2.8)                                                                       | 47.1 (8.4)                                                                       | 57.5 (14.2)                                                                      | 59.8 (15.4)                                                                      | 59.0 (15)                                                                        | 50.7 (10.4)                                                                      | 39.0 (3.9)                                                                       | 28.4 (−2)                                                                        | 17.5 (−8.1)                                                                      | 37.64 (3.13)                                                                     |
| Mínima rècord °F (°C)                                                            | −33 (−36)                                                                        | −25 (−32)                                                                        | −15 (−26)                                                                        | 8 (−13)                                                                          | 21 (−6)                                                                          | 34 (1)                                                                           | 40 (4)                                                                           | 37 (3)                                                                           | 25 (−4)                                                                          | 11 (−12)                                                                         | −11 (−24)                                                                        | −25 (−32)                                                                        | −33 (−36)                                                                        |
| Precipitació mitjana polzades (mm)                                               | 1.47 (37.3)                                                                      | 1.62 (41.1)                                                                      | 2.23 (56.6)                                                                      | 3.38 (85.9)                                                                      | 4.26 (108.2)                                                                     | 4.01 (101.9)                                                                     | 4.19 (106.4)                                                                     | 4.12 (104.6)                                                                     | 3.44 (87.4)                                                                      | 3.12 (79.2)                                                                      | 3.14 (79.8)                                                                      | 1.96 (49.8)                                                                      | 36.86 (936.2)                                                                    |
| Neu mitjana polzades (cm)                                                        | 10.0 (25.4)                                                                      | 7.0 (17.8)                                                                       | 3.7 (9.4)                                                                        | 0.8 (2)                                                                          | 0 (0)                                                                            | 0 (0)                                                                            | 0 (0)                                                                            | 0 (0)                                                                            | 0 (0)                                                                            | 0.1 (0.3)                                                                        | 1.4 (3.6)                                                                        | 7.5 (19.1)                                                                       | 30.5 (77.5)                                                                      |
| Mitjana de dies de precipitació (≥ 0.01 in)                                      | 9.7                                                                              | 7.8                                                                              | 10.4                                                                             | 11.8                                                                             | 11.2                                                                             | 10.2                                                                             | 9.3                                                                              | 10.0                                                                             | 8.9                                                                              | 8.9                                                                              | 10.2                                                                             | 10.7                                                                             | 119.1                                                                            |
| Mitjana de dies de neu (≥ 0.1 in)                                                | 6.7                                                                              | 4.5                                                                              | 2.1                                                                              | 0.4                                                                              | 0                                                                                | 0                                                                                | 0                                                                                | 0                                                                                | 0                                                                                | 0.1                                                                              | 1.2                                                                              | 4.9                                                                              | 19.9                                                                             |
| Font: NOAA (normals, 1981–2010)                                                  |                                                                                  |                                                                                  |                                                                                  |                                                                                  |                                                                                  |                                                                                  |                                                                                  |                                                                                  |                                                                                  |                                                                                  |                                                                                  |                                                                                  |                                                                                  |

## Demografia
Segons el Cens dels Estats Units de 2010, hi havia 2.695.598 persones residint a Chicago. La densitat de població era de 4.445,6 hab./km². Dels 2.695.598 habitants, Chicago estava compost pel 54,99 % blancs, el 32,93 % eren afroamericans, el 0,49 % eren amerindis, el 5,46 % eren asiàtics, el 0,04 % eren illencs del Pacífic, el 13,37 % eren d'altres ètnies i el 2,71 % pertanyien a dos o més ètnies. Del total de la població el 18,89 % eren hispans o llatinoamericans. Chicago és la segona ciutat del món amb major nombre d'habitants d'origen polonès, només superada per Varsòvia.
| Gràfica d'evolució demogràfica de Chicago entre el 1800 i l'actualitat |
|                                                                        |
| Font USA Census                                                        |

## Transport

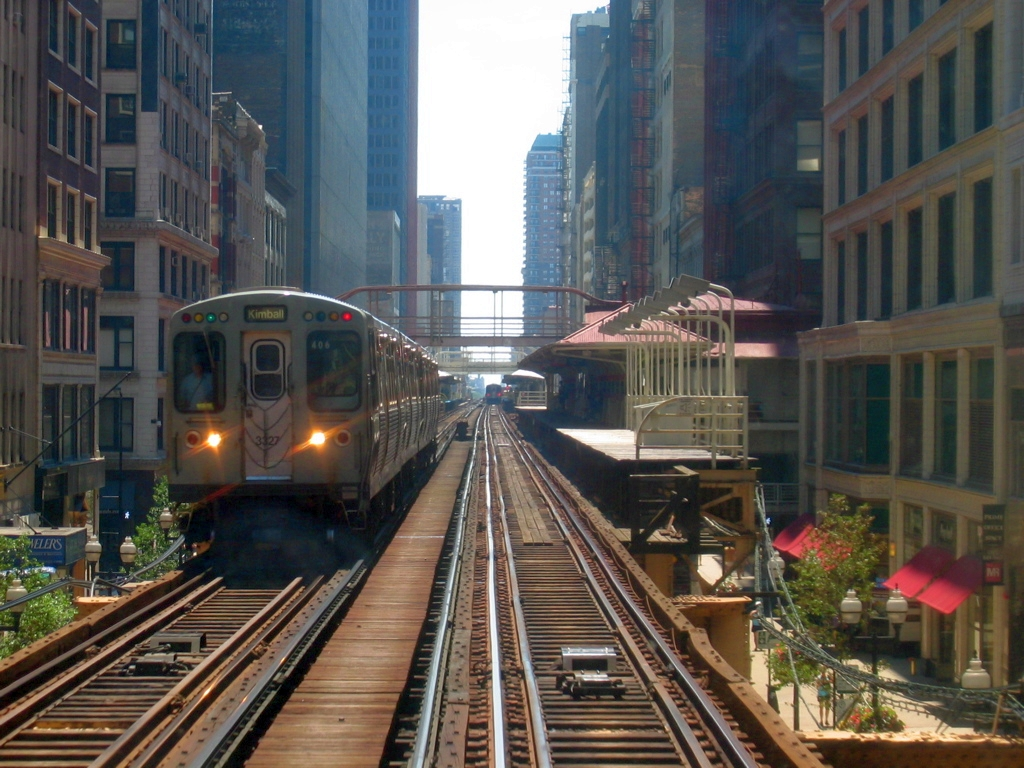
Metro de Chicago

La Chicago Transit Authority (CTA per les seves sigles en anglès) és l'operadora del segon sistema de transport públic més gran dels Estats Units (després del Metropolitan Transportation Authority de Nova York) i cobreix la ciutat de Chicago i 40 zones residencials perifèriques. La CTA opera els autobusos i el Metro de Chicago, un sistema de transport ràpid de trens que presten servei a l'àrea metropolitana les 24 hores del dia.
Chicago ha estat reconeguda al llarg dels anys com una ciutat pro bicicleta, i amb més de 160 km (100 milles) de carril bici, Chicago és el paradís dels ciclistes. El programa per a bicicletes del Departament de Transport de Chicago, ha instal·lat recentment 10.000 portabicicletes i 266 km (165 milles) de noves rutes per a bicicletes. Les bicicletes són permeses en tots els autobusos, excepte en les hores punta del matí i la tarda en els dies laborables.
Al segle xx, Chicago va obtenir la denominació de nucli del transport de la nació després de la construcció de tres aeroports: Aeroport Internacional O'Hare, Aeroport Internacional Midway i Meigs Field.
Al segle xxi, Chicago treballa per mantenir el seu estat de nucli del transport amb l'ampliació de l'Aeroport Internacional O'Hare. Addicionalment, un nou aeroport ha estat proposat a Peotone, Illinois, i la ciutat està treballant per ampliar els seus enllaços amb l'Aeroport Internacional Gary/Chicago a Gary, Indiana.

## Cultura

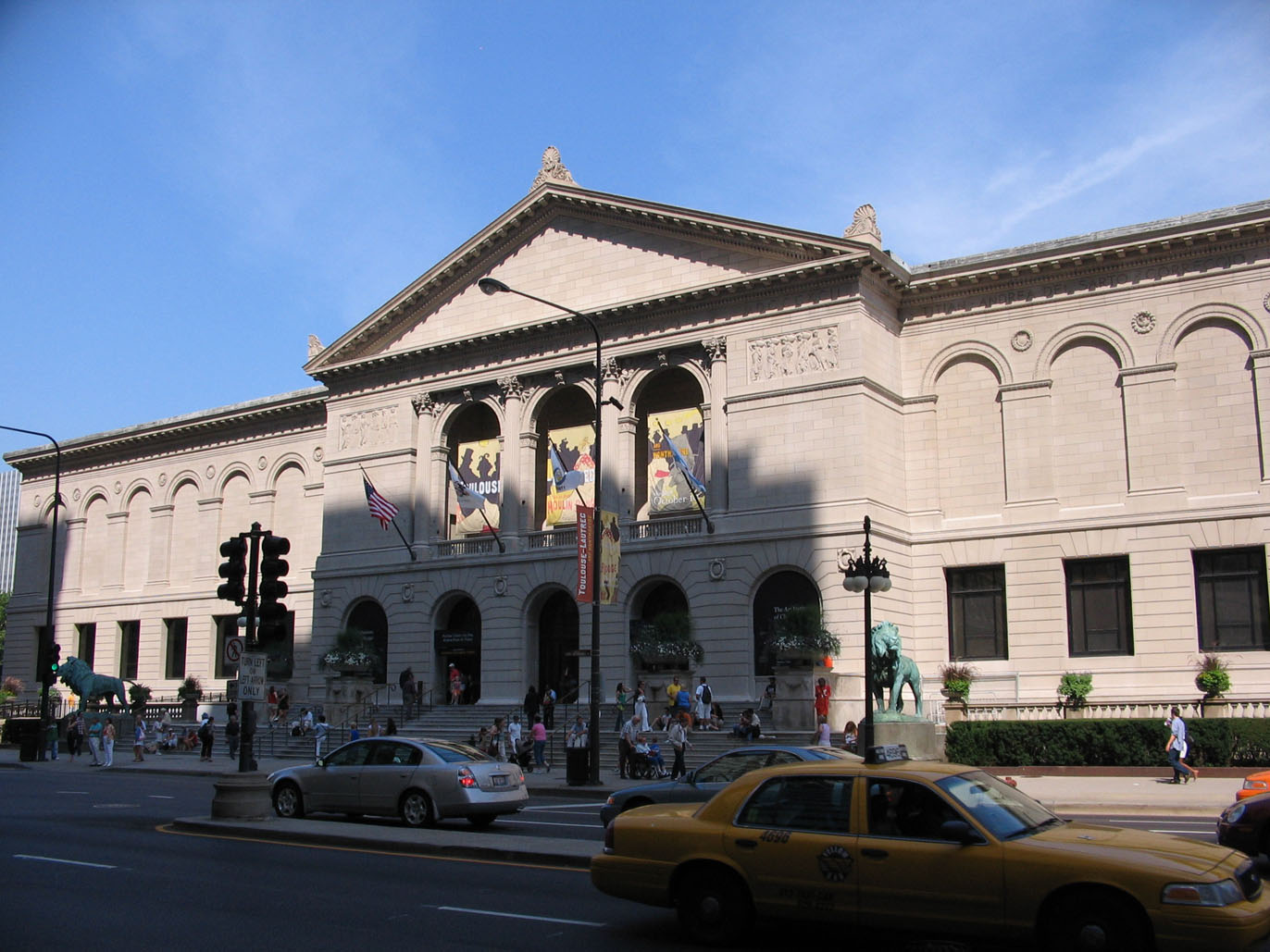
Art Institute of Chicago.

### Museus
Chicago té un nombre important d'entitats culturals, especialment de museus. L'any 1988 es va inaugurar el "Museum Campus", en el Grant Park davant del llac, amb una extensió de 10 acres, que incorpora el tres principals museus de la ciutat: el Field Museum of Natural History, el John G. Shedd Aquarium i l'Adler Planetarium & Astronomy Museum. Altres museus destacats son: 
- Art Institute of Chicago
- Museum of Contemporary Art
- Museum of Science and Industry
- Chicago History Museum
- Peggy Notebaert Nature Museum
- Polish Museum of America
- Ukrainian Institute of Modern Art i Ukrainian National Museum
- National Museum of Mexican Art
- National Museum of Puerto Rican Arts and Culture
- Jane Addams' Hull-House Museum
- DuSable Museum of African American History
- Smart Museum of Art (en el recinte de la University of Chicago).

### Jaume Plensa a Chicago
Una de les obres més destacades de l'escultor català Jaume Plensa (1955), la Crown Fountain, està situada al Millennium Park de la ciutat.

### Música[calcitació]

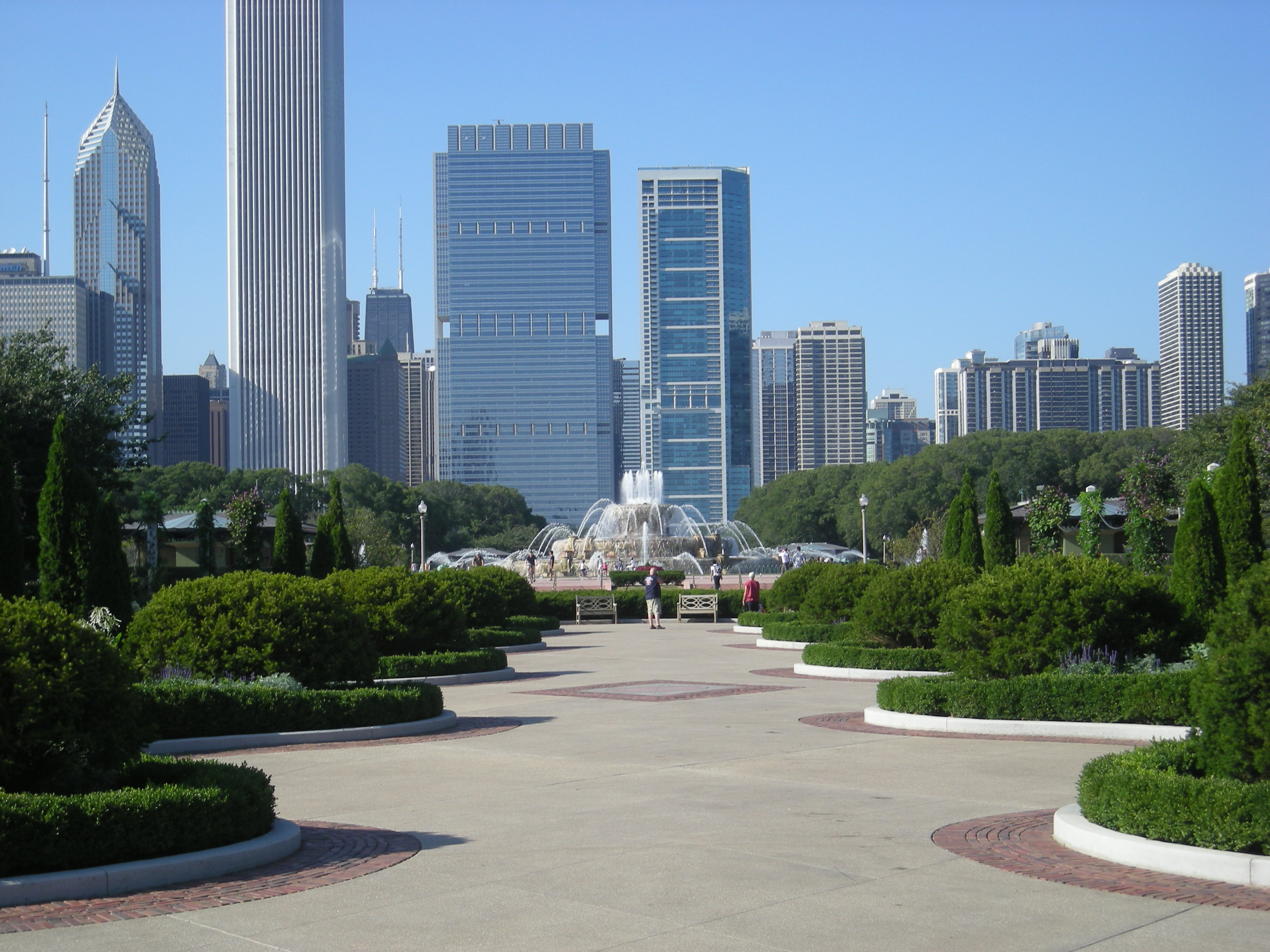
Vista diürna del centre.

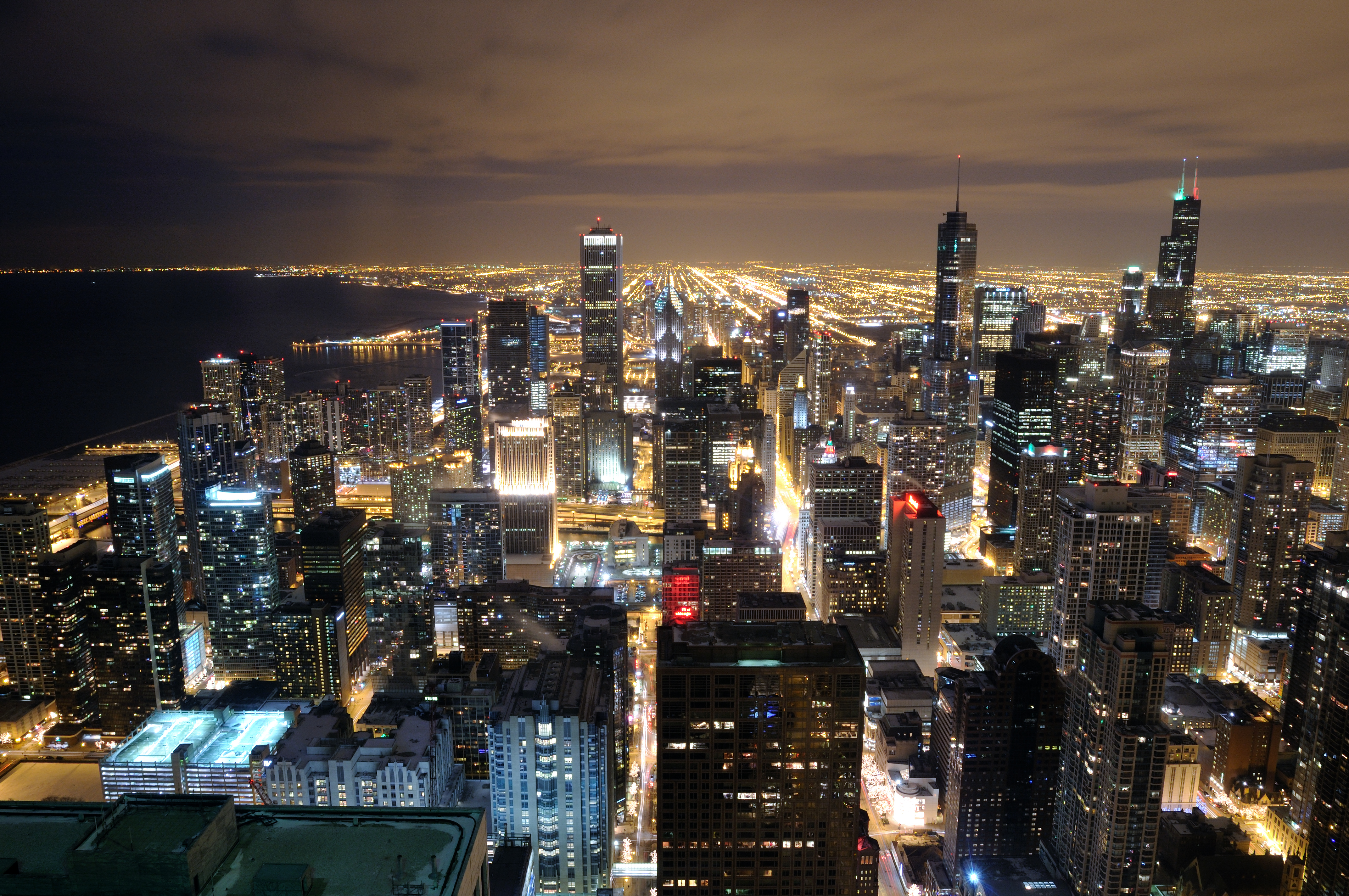
Vista nocturna del centre.

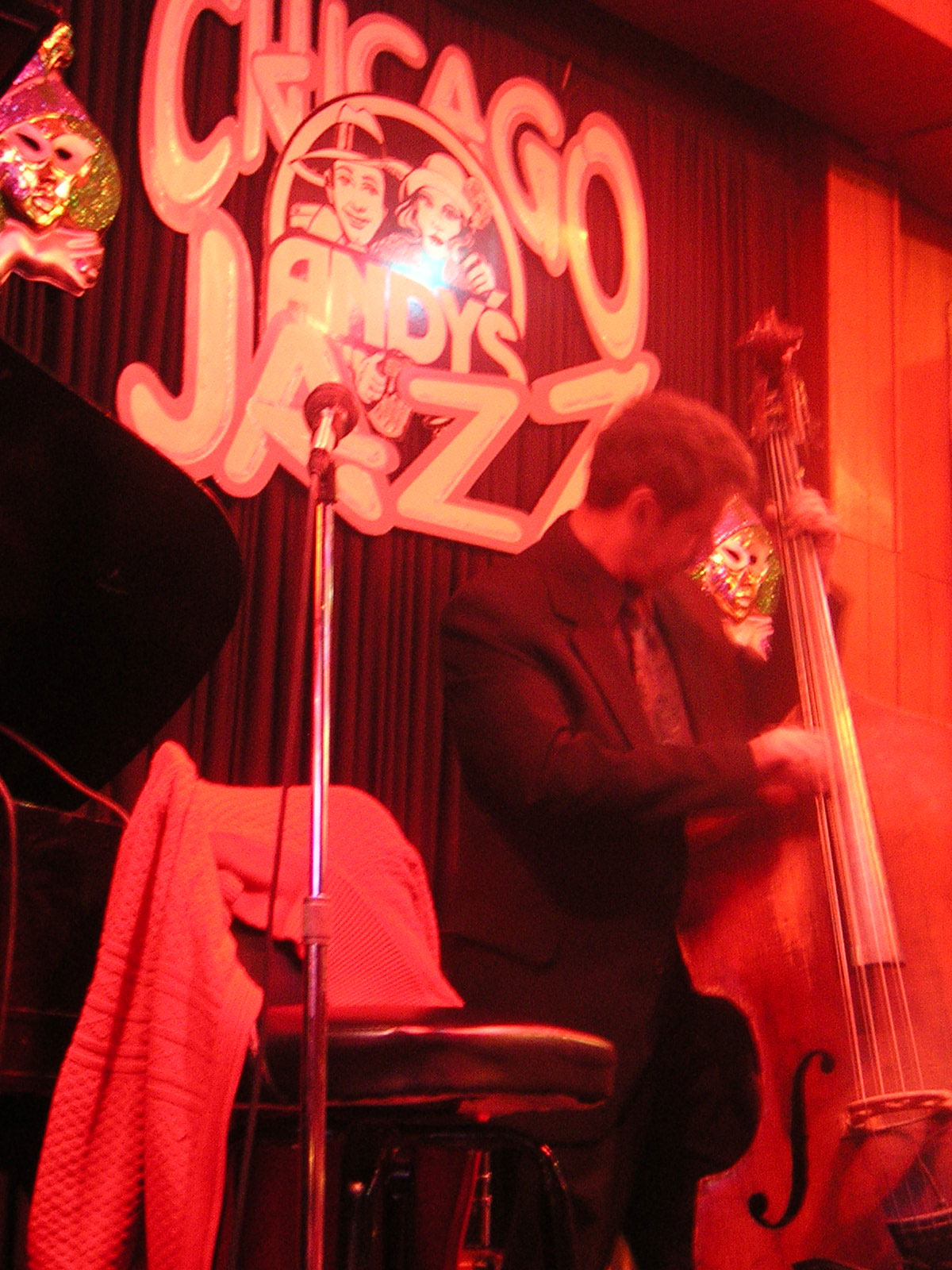
Un club de jazz de Chicago.

Chicago ha fet significatives aportacions a la cultura popular. En el camp de la música, Chicago és coneguda pels Chicago blues, Chicago soul, Jazz i la seva música Gospel. És coneguda a més com el bressol del House, la història del qual està relacionada amb el desenvolupament i l'adopció de la música tecno - electrònica de Detroit. L'escena Hip-Hop a Chicago, és molt influent, de la qual els seus majors exponents són artistes com Kanye West i Common.
Chicago a més presenta l'Orquestra Simfònica de Chicago, rivals directes del seu equivalent de Nova York. La companyia d'òpera de la ciutat és l'Òpera Lírica de Chicago.
El 1967 neix la banda The Big Thing, sent aquesta la primera a incorporar metalls (tals com el saxofon, la trompeta i el trombó) dins del gènere del rock. El 1969 llancen el seu primer àlbum, ara sota el nom de Chicago Transit Authority, el qual canvien simplement a Chicago a la fi del mateix any. Chicago en la seva àmplia trajectòria (poc més de 35 anys) ha collit innombrables èxits com "Saturday in the park", "If you leave me now", "Hard to say I'm sorry", "You're the inspiration", entre d'altres.
La cantant de soul Minnie Riperton és originaria de Chicago. Una altra cantant ciutadana de Chicago és Anastacia, amb estil musical soul-rock. També en clubs de la ciutat van començar grups com The Jackson Five que, encara que provinents de la veïna Indiana, van collir els seus primers èxits a la Ciutat del Vent. Entre els grups més destacats de l'escena alternativa dels anys 80 es troben Naked Raygun i Big Black, que van ser de les primeres bandes a fusionar el so de teclats donant per tant el germen del rock industrial. També és originari la banda Ministry tant en la seva fase synthpop i tornant-se a partir del seu àlbum Twitch en un so més dens. Touch and Go i Wax trax són de procedència de la ciutat.
Un dels grups musicals més influents de mitjan anys 90 en la música alternativa va ser The Smashing Pumpkins, provinent de Chicago, que juntament amb OK Go, són els grups que toquen rock-alternative.
Una altra de les bandes que han fet famós el nom de Chicago és Madina Lake, que han desenvolupat un gran talent en tot l'aspecte musical i com a éssers humans. Un exemple és Matthew Leone, el baixista, que el 29 de juny de 2010 va intentar salvar a una dona mentre aquesta era atacada pel seu propi marit, i a conseqüència d'això, va rebre forts cops que van estar a punt de fer-li perdre la vida. Gràcies a això, va ser considerat l''Heroi de l'Any' per la revista Kerrang!.
A Chicago neix a més el que avui coneixem com música House, el nom prové del club The Warehouse, on va aparèixer, totes les variants actuals del House venen de la branca del House primitiu del Chicago House.
Disturbed és una banda de metallica alternativa formada el 1996 a Chicago, Illinois, quan Dan Donegan, Steve "Fuzz" Kmak i Mike Wengren es van unir al vocalista David Draiman. Draiman va suggerir el nom de la banda. Disturbed mostra fortes influències del heavy metal dels 90 incorporant sols i riffs de guitarra més tècnics.
Són nombrosos els artistes que han trobat a Chicago la seva font d'inspiració, des d'Ernest Hemingway, nascut a Oak Park, fins a Bob Fosse, qui va néixer i es va criar a la ciutat, i autor del musical Chicago.

## Educació[calcitació]

### Educació primària i secundària

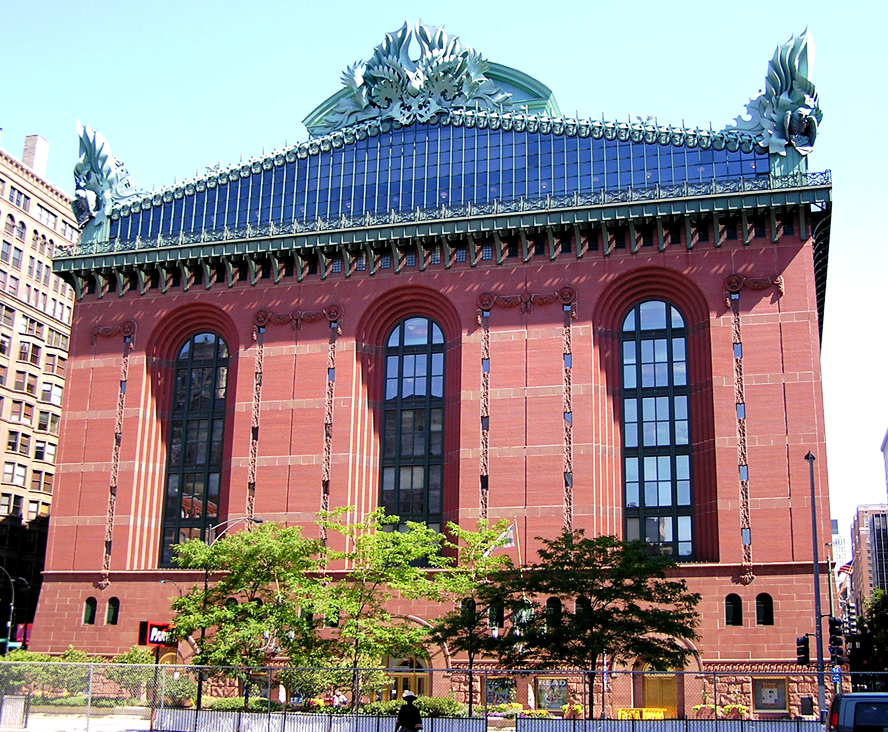
Harold Washington Library, la biblioteca central de la Biblioteca Pública de Chicago.

Escoles Públiques de Chicago (Chicago Public Schools, CPS) és l'autoritat que controla al voltant de 600 escoles públiques elementals i secundàries a Chicago. Actualment és la tercera autoritat més gran dels Estats Units, amb més de 400.000 estudiants inscrits. És dirigida per Arne Duncan. La CPS inclou a més a cert nombre d'escoles d'admissió selectiva, algunes de les millors del país. Whitney Young Magnet High School (guanyadors consecutius de l'United States Academic Decathlon), Walter Payton College Prep, Escola de Nostra Senyora dels Àngels i Northside College Preparatory High School són algunes de les seves escoles destacades.

### Educació superior
La ciutat de Chicago presumeix de tenir dues de les universitats més prestigioses dels Estats Units i del món. D'una banda, al sud de la ciutat es troba la Universitat de Chicago, bressol de 85 premis Nobel i que té escoles de prestigi mundial com la University of Chicago Booth School of Business i l'Escola d'Economia de Chicago. Al nord (a la població d'Evanston, suburbi de Chicago) es troba la Universitat de Northwestern, d'on és la prestigiosa escola de negocis Kellogg School of Management.
Col·legis Comunitaris de Chicago és l'autoritat que gestiona els col·legis comunitaris.
Altres universitats de Chicago:
- Institut de Tecnologia d'Illinois
- Universitat DePaul
- Loyola University Chicago

## Salut

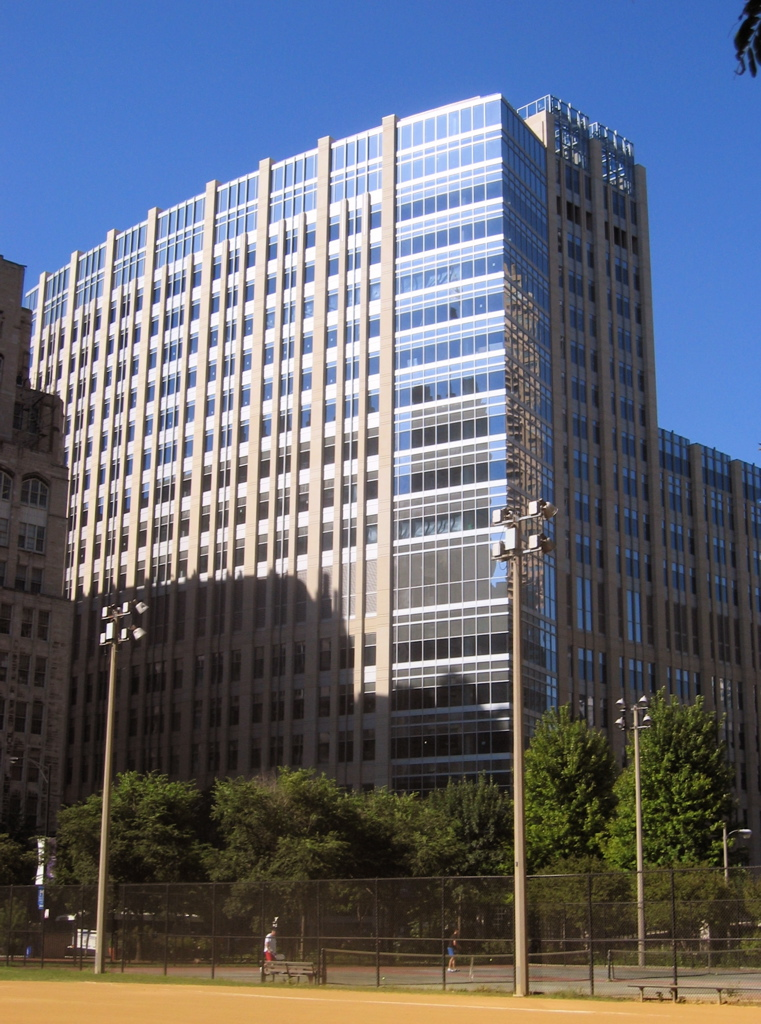
El Prentice Women's Hospital.

Estats Units posseeix el sistema de salut més gran del món i Chicago podria considerar-se com la capital d'aquest sistema. És la seu de l'Illinois Medical District, que inclou la Rush University Medical Center, el centre mèdic de la Universitat d'Illinois, el Cook County Hospital, l'Associació Mèdica Nord-americana, l'Associació Nord-americana d'Hospitals, l'Associació Dental Nord-americana i el Col·legi Nord-americà de Cirurgians. La Universitat d'Illinois posseeix una de les escoles de medicina més grans dels Estats Units. Chicago és a més, seu de nombroses escoles mèdiques de reconeixement nacional, entre les quals s'inclou l'escola de medicina de la Universitat d'Illinois, el Rush Medical College, el Chicago Medical School, la Universitat de Chicago, la Loyola University Chicago i la Northwestern University. L'Associació Osteopàtica Nord-americana es troba localitzada a Chicago.

## Esport

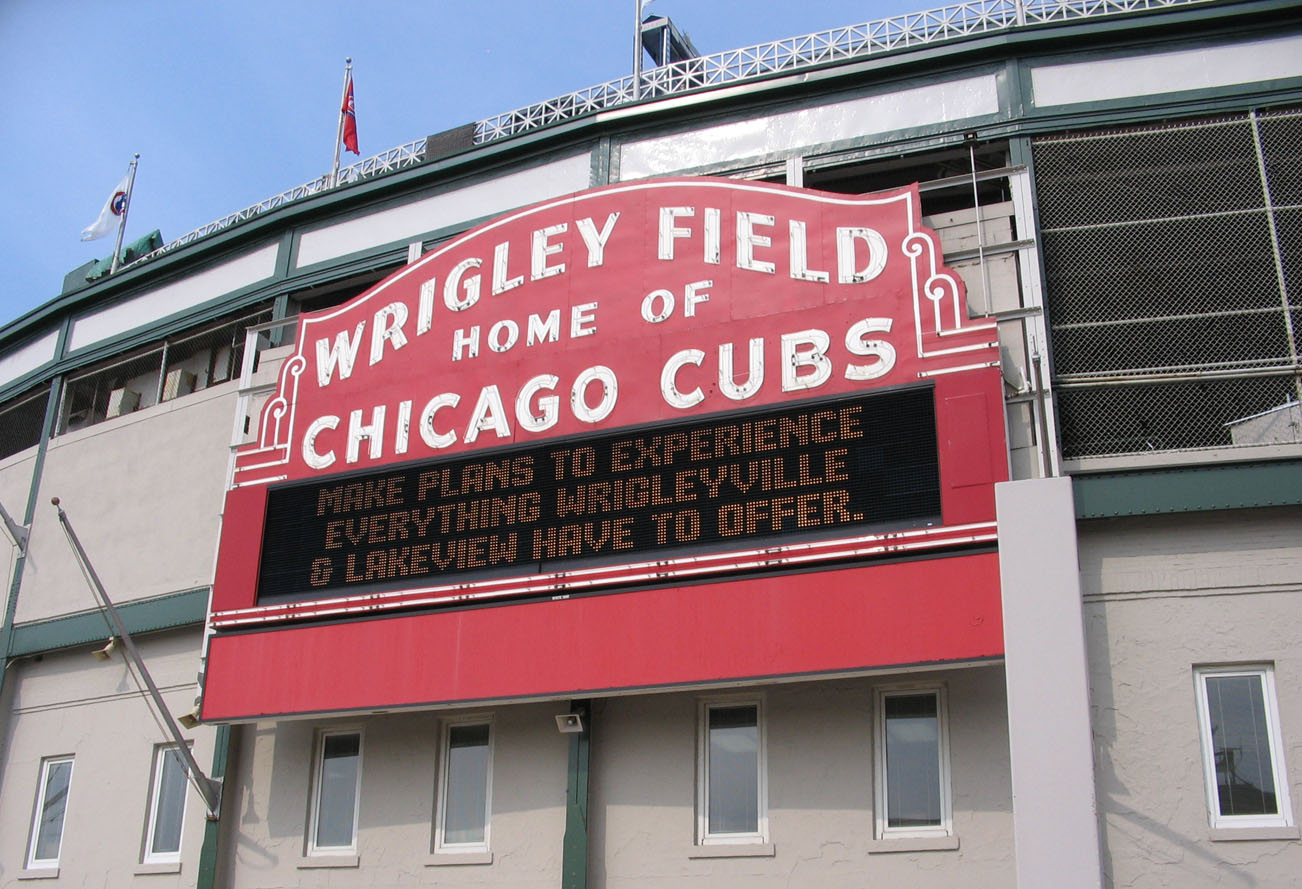
Wrigley Field.

Chicago Bulls és un dels equips de bàsquet més coneguts del món gràcies a la popularitat d'un dels millors jugadors d'aquest esport: Michael Jordan.
La ciutat compta amb dos equips de les Grans Lligues de Beisbol. Els Chicago Cubs juguen en la Lliga Nacional des de 1876 i els Chicago White Sox juguen en la Lliga Americana des de 1901.
Els Chicago Bears de futbol americà van guanyar nou vegades el campionat de la National Football League des del seu debut el 1920. Els Chicago Blackhawks competeixen en la National Hockey League des de 1926, on han guanyat sis vegades la Copa Stanley. El Chicago Fire és l'equip de futbol que juga en la Major League Soccer des de 1998.
Chicago va ser ciutat candidata a l'organització dels Jocs Olímpics de 2016. Va ser eliminada de la candidatura en la primera ronda de votacions del dia 2 d'octubre de 2009.
| Equip              | Esport           | Lliga                                     | Estadi                                  |
| ------------------ | ---------------- | ----------------------------------------- | --------------------------------------- |
| Chicago Bulls      | Bàsquet          | National Basketball Association           | United Center                           |
| Chicago Fire       | Futbol           | Major League Soccer                       | Toyota Park                             |
| Chicago Bears      | Futbol Americà   | National Football League                  | Soldier Field                           |
| Chicago Cubs       | Beisbol          | Grans Lligues de Beisbol: National League | Wrigley Field                           |
| Chicago Blackhawks | Hoquei sobre gel | National Hockey League                    | United Center                           |
| Chicago White Sox  | Beisbol          | Grans Lligues de Beisbol: American League | O.S. Cellular Field (New Comiskey Park) |

## Ciutats agermanades
Chicago té vint-i-set ciutats agermanades. Moltes d'elles, igual que Chicago, són les segones ciutats del seu país, o són la principal ciutat d'un país que ha enviat a molts immigrants a Chicago en els darrers anys.
| - Accra (Ghana) des de 1989 - Amman (Jordània) 2004 - Atenes (Grècia) 1997 - Belgrad (Sèrbia) 2005 - Birmingham (Regne Unit) 1993 - Busan (Corea del Sud) 2007 - Casablanca (Marroc) 1982 - Delhi (Índia) 2001 - Durban (Sud-àfrica) 1997 - Galway (Irlanda) 1997 - Göteborg (Suècia) 1987 - Hamburg (Alemanya) 1994 - Kíev (Ucraïna) 1991 - Lahore (Pakistan) 2007 |  | - Lucerna (Suïssa) 1998 - Ciutat de Mèxic (Mèxic) 1991 - Milà (Itàlia) 1973 - Moscou (Rússia) 1997 - Osaka (Japó) 1973 - París (França) 1996 - Pétah Tiqvà (Israel) 1994 - Praga (República Txeca) 1990 - Xangai (Xina) 1985 - Ciutat de l'Amistat - Shenyang (Xina) 1985 - Toronto (Canadà) 1991 - Vílnius (Lituània) 1993 - Varsòvia (Polònia) 1960 |

## Personatges il·lustres
- Al Capone (1899), gàngster dels anys 20 i 30.
- Gloria Swanson (1899), actriu de cinema mut dels anys 20 i 30.
- Hal B. Wallis (1899 - 1986) productor cinematogràfic
- Walt Disney (1901), productor, director i guionista, fundador de The Walt Disney Company.
- Vincent du Vigneaud (1901), químic, Premi Nobel de Química de 1955.
- Stanford Moore (1913-1982), químic i bioquímic, Premi Nobel de Química de 1972.
- Betty Ford (1918), primera dama dels EUA, muller de Gerald Ford.
- Ben Roy Mottelson (1926) físic, Premi Nobel de Física de l'any 1975.
- Bob Fosse (1927 - 1987) ballarí i coreògraf
- Harry Markowitz (1927), economista, Premi Nobel d'Economia de 1980.
- Daniel Ellsberg (1931), científic, conegut per revelar els Papers del Pentàgon.
- James Cronin (1931), físic, Premi Nobel de Física de l'any 1980.
- Kim Novak (1933), actriu, coneguda per la seva interpretació a Vertigen (D'entre els morts).
- Judy Chicago (1939), pintora, escultora, educadora, escriptora i pionera de l'art feminista autora de The Dinner Party.
- Harrison Ford (1942), actor, conegut per papers als films d'Indiana Jones i Star Wars.
- Bobby Fischer (1943), jugador d'escacs, número 1 mundial entre 1971 i 1975.
- James Heckman (1944), economista, Premi Nobel d'Economia de l'any 2000.
- Thomas Cech (1947) químic i bioquímic, Premi Nobel de Química de l'any 1989.
- Tom Berenger (1949), actor i productor de cinema
- Robert Zemeckis (1952), director, productor i guionista
- Lleó XIV (1955), 267è papa de l'església catòlica
- Dan Castellaneta (1957), actor, conegut per ser la veu de Homer Simpson en la versió original de la sèrie.
- Dwyane Wade (1982), jugador de bàsquet dels Miami Heat.
- Derrick Rose (1988), jugador de bàsquet dels Chicago Bulls.
- James Dewey Watson (1928-) zoòleg i biofísic, Premi Nobel de Medicina o Fisiologia de 1962.
- Jerome Isaac Friedman (1930) físic, Premi Nobel de Física de l'any 1990.
- Howard Robert Horvitz (1947-) biòleg, Premi Nobel de Medicina o Fisiologia de l'any 2002.
- Martin Chalfie (1947 -) neurobiòleg i bioquímic, Premi Nobel de Química de l'any 2008.
- Bruce Beutler (1957 -) immunòleg i genetista, Premi Nobel de Medicina o Fisiologia de l'any 2011.
- Regina M. Anderson (1901-1993) dramaturga i bibliotecària afroamericana, membre del Renaixement de Harlem.
- Jennifer Hudson (1981 -) actriu i cantant
- Hillary Clinton (1947 -) advocada i política
- Francis Fukuyama (1952 -) politòleg i escriptor
- Mr. T (1952 -) actor i lluitador de lluita lliure preofessional.